# Соня Хелм
Соня Хелм (на немски: Sonja Helm) е германска писателка на бестселъри в жанра исторически и съвременен любовен роман. Пише под псевдонима Сюзън Хейстингс (на английски: Susan Hastings).

## Биография и творчество
Соня Хелм е родена на 6 декември 1954 г. Лайпциг, Германия, в семейството на Ханс и Рут Хьофер.
Учи геология и работи много години в минната промишленост и екологията. В края на 90-те опитва да пише и посещава тригодишен курс. Един от преподавателите забелязва таланта ѝ и я насърчава. През 1999 г. издава първия си роман „Waldbeeren“. През 2000 г. е публикуван успешният ѝ любовен роман „Целувката на прокудения“. По препоръка на издателя той е под псевдонима Сюзън Хейстингс, който писателката запазва и за следващите си произведения. След успеха тя напуска работата си и се посвещава на писателската си кариера.
През 2003 г. е един от 12-те основатели на писателската организация „Делия“ – Асоциация на германските автори на романтична литература.
На 28 септември 2012 г. Соня Хелм е отличена с наградата „Гелерт“ за нейните изключителни литературни постижения и съпричастност към литературата в района на Северна Саксония.
Соня Хелм живее със семейството си в Лайпциг.

## Произведения

### Самостоятелни романи
- Waldbeeren (1999) – като Соня Хелм
- Der Kuss des Verfemten (2000)
Целувката на прокудения, изд.: ИК „Ирис“, София (2005), прев. Ваня Пенева, Елена Панова
- Venus und ihr Krieger (2000)
Гладиатор, изд.: ИК „Ирис“, София (2000), прев. Ваня Пенева
- Der schwarze Magier (2001)
- Der Klang deiner Worte (2002)
- Die Nacht des Jaguars (2003)
- Im Bann des roten Mondes (2004)
- Die Schwester der Nonne (2006)
- Ich, die Königin (2007)
- Der Wollhändler (2008)
- Wogen der Liebe (2010)
- Wahre Geschichten um Luthers emsiges Weib (2010)
- Die Braut des Wikingers (2010)
- Blauer Staub (2010)
- Schusterjunge Karl (2012)

### Документалистика
- Hieronymus Lotter – Der Baulöwe von Sachsen (2012)